# Kidapawan

Kidapawan é uma cidade de terceira classe de renda da cidade na província Cotabato, nas Filipinas. De acordo com o censo de 1 maio  de  2020 possui uma população de 160 791 pessoas e 39 891 domicílios.